# St. Vitus (Hagelstadt)

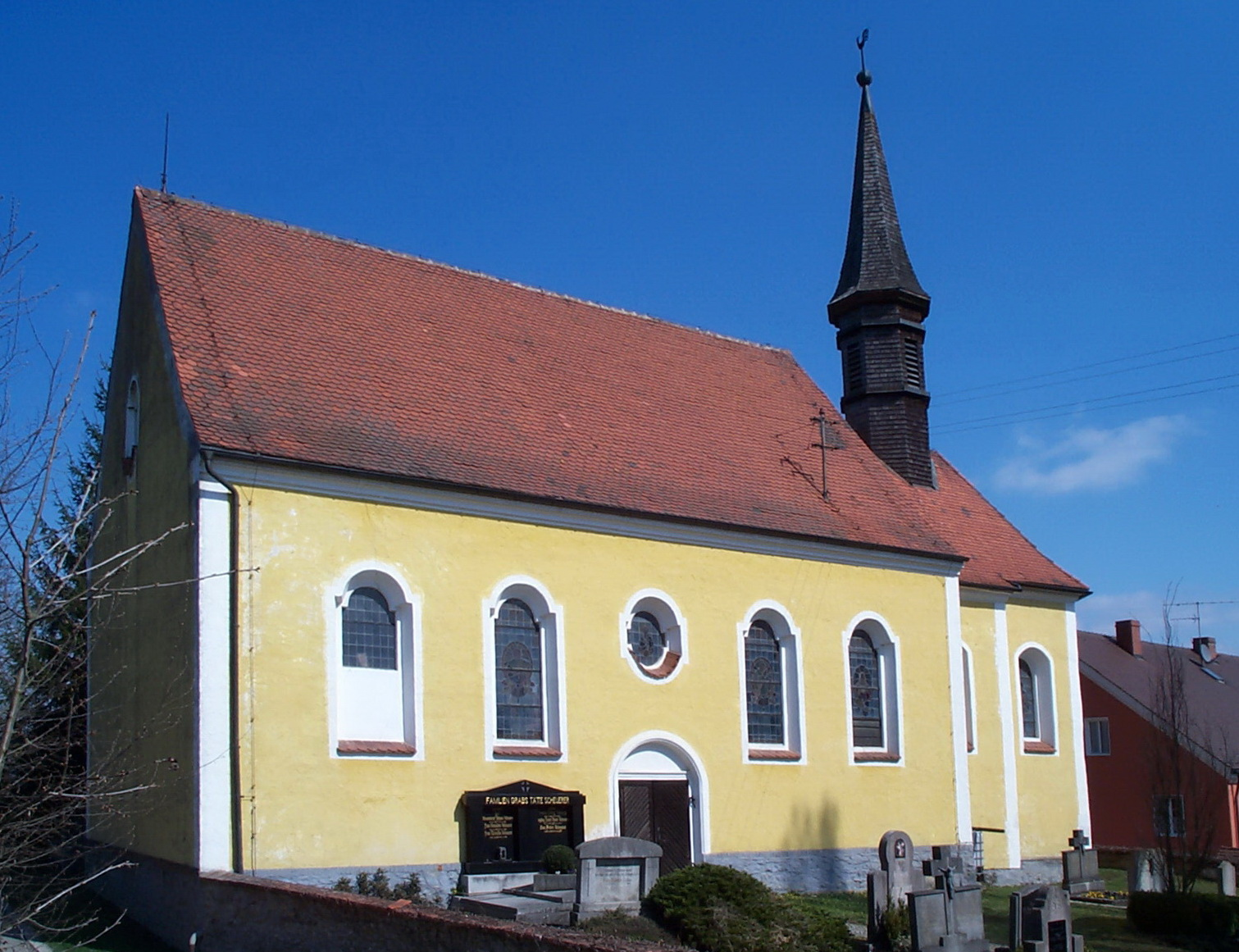
St. Vitus (Hagelstadt)

Die römisch-katholische, denkmalgeschützte Filialkirche St. Vitus steht in Hagelstadt, einer Gemeinde im Landkreis Regensburg der Oberpfalz. Sie gehört zum Bistum Regensburg. Das Bauwerk ist unter der Denkmalnummer D-3-75-143-1 als Baudenkmal in die Bayerische Denkmalliste eingetragen.

## Beschreibung
Die Saalkirche wurde im 17./18. Jahrhundert erbaut. Sie besteht aus einem Langhaus, das mit einem Satteldach bedeckt ist, und einem eingezogenen, dreiseitig geschlossenen Chor im Osten, auf dem ein achteckiger, mit Schindeln verkleideter Dachreiter sitzt, der den Glockenstuhl beherbergt und der mit einem spitzen Helm bedeckt ist. Der Innenraum beider Baukörper ist mit Kreuzgratgewölben überspannt. Zur Kirchenausstattung gehört eine um 1400 entstandene Pietà, die früher als Höhenberger Pietà bezeichnet wurde, ferner ein spätgotisches Marienbildnis und zwei hölzerne Reliefs mit der Heiligen Katharina und der Heiligen Barbara. Andere Stücke der Kirchenausstattung wurden an die 1971 eingeweihte neue Pfarrkirche übergeben.